# Germano Celant
Pour les articles homonymes, voir Celant.
Germano Celant (né à Gênes le 11 septembre 1940 et mort à Milan le 29 avril 2020) est un critique d'art italien, célèbre notamment pour être à l'origine  en septembre 1967 de l'expression «  Arte Povera », « art pauvre », pour désigner un groupe d'artistes italiens - Alighiero Boetti, Mario Merz, Gilberto Zorio, Michelangelo Pistoletto, Giuseppe Penone, Luciano Fabro, Jannis Kounellis, Pino Pascali.

## Carrière
Commissaire invité, Germano Celant organisa l'exposition Arte & Ambiente dans le Pavillon italien de la 37e Biennale de Venise en 1976. Depuis Off media (à Bari en 1977), il commença à collaborer avec le musée Guggenheim de New York, pour lequel il devint par la suite senior curator. Toujours au Guggenheim, il prépara en 1994 l’exposition Italian Metamorphosis 1943-1968. Il organise ensuite d’autres expositions au Centre Pompidou de Paris (1981), à Londres (1989) et au Palazzo Grassi à Venise (1989). Pour le même Palazzo Grassi en 1986, il organisa la grande rétrospective Futurismo e Futurismi.
En 1996, il organisa la première édition de la Biennale de Florence Arte e Moda.
En 1997, il fut nommé directeur de la 47e Biennale de Venise puis directeur artistique de la Fondation Prada à Milan,. 
Pour l'organisation de La mostra Art & Food  dans le cadre de l'Exposition universelle de Milan 2015, le critique d'art Philippe Daverio écrit :
« Stimo la capacità di Celant di farsi dare soldi, la sua cupidigia è pari ai suoi non meriti e al suo ruolo nelle lobby dell’arte». »
— La Repubblica, 

« J'apprécie la capacité de Celant à gagner de l'argent, sa cupidité est égale à son manque de mérite et son rôle dans les lobbies de l'art. »
— 
Germano Celant est mort le 29 avril 2020 à l'âge de 80 ans, à l'hôpital San Raffaele de Milan, en raison de complications causées par le COVID-19.

## Liens
- Exposition Internationale du Rien